# Dia mundial de la Ràdio
La celebració del dia Mundial de la Ràdio el 13 de febrer, va ser proclamada per l'Assemblea General de les Nacions Unides en la seva 36a reunió, d'acord amb la resolució aprovada per la Conferència General de l'Organització de les Nacions Unides per a l'Educació, la Ciència i la Cultura el desembre de 2011. Es va triar aquesta data, per ser el dia en què es va establir la Ràdio de les Nacions Unides el 1946.

## Antecedents
Hi va haver una iniciativa per establir el Dia Mundial de la Ràdio per part del president de la  Acadèmia Espanyola de la Ràdio, Jorge Álvarez, que el gener del 2008 va fer una sol·licitud per la instauració d'aquesta celebració al director general de la UNESCO, Koïchiro Matsuura. Però no va ser fins al novembre de 2011 quan finalment la 36a Conferència General de la Unesco va proclamar el Dia Mundial de la Ràdio, d'acord amb l'antiga petició de l'ambaixador permanent d'Espanya.

## Primer Dia Mundial de la Ràdio
A Suïssa, la Unió Europea de Radiodifusió va organitzar la "Setmana de la ràdio digital". Es van presentar una sèrie d'esdeveniments tècnics a partir del 13 de febrer de 2012, amb la participació de les principals organitzacions de normalització de la ràdio: DRM Consortium, WorldDMB, RadioDNS. També hi va haver una transmissió de ràdio digital local a DAB+ que demostrava la democratització de la transmissió per a estructures més petites, mitjançant eines de ràdio definides de programari obert CRC mmbTools.
El 21 de febrer de 2012, a Barcelona, Espanya, es va celebrar un acte públic organitzat pel Col·legi d'Enginyers Tècnics en Telecomunicacions de Catalunya (COETTC) per commemorar el Dia Mundial de la Ràdio. L'esdeveniment es va organitzar amb l'ajuda del Govern de Catalunya. Hi assistiren panelistes d'emissores de ràdio i personalitats del món de la radiodifusió. L'esdeveniment principal va ser una taula rodona titulada "Per a una ràdio més global i competitiva".
Posteriorment, també al 2012, l'Acadèmia Espanyola de la Ràdio va impulsar la creació del Comitè Internacional del Dia Mundial de la Ràdio per promoure les celebracions anuals d'aquest dia i així contribuir al prestigi d'aquest mitjà de comunicació a tot el món.

## Dia Mundial de la Ràdio, 13 de febrer
Així, l'ONU ens diu a la seva pàgina dedicada que va ser l'Assemblea General va aprovar formalment la proclamació de la UNESCO (PDF) del Dia Mundial de la Ràdio, en el 67è període de sessions de l'Assemblea General amb la resolució A/RES/67/124, el 14 de gener de 2013, va fer seva la resolució aprovada per la Conferència General de l'Organització de les Nacions Unides per a l'Educació, la Ciència i la Cultura en la seva 36a reunió en la que s'havia proclamat el 13 de febrer, dia Mundial de la Ràdio, el novembre de 2011, d'acord amb tots els Estats membres de la Unesco que ho van decidir per unanimitat.
| «                                    | Pluralisme, representació i diversitat La ràdio és un mitjà de comunicació únic per celebrar la diversitat humana i constitueix una plataforma per al discurs democràtic. La ràdio segueix sent, a més, el mitjà de comunicació més utilitzat a tot el món. Aquesta capacitat d'arribar a el major nombre de públic possible la converteix en una eina indispensable per donar forma a l'experiència de la societat en la diversitat, i és l'escenari perfecte perquè totes les veus s'expressen lliurement, se sentin representades i puguin ser escoltades. Les emissores de ràdio han de servir a comunitats diverses, oferir una àmplia varietat de programes, punts de vista i contingut, i han de reflectir la diversitat d'audiències en les seves organitzacions i operacions. La ràdio és un mitjà potent i de baix cost, adequat sobretot per arribar a les comunitats més remotes i a les vulnerables. La ràdio estimula el debat públic i permet una participació igualitària, sense importar el nivell educatiu dels oients. Així mateix, la ràdio té un paper fonamental en la comunicació en situacions d'emergència i en les operacions de socors en casos de desastre. Aquest mitjà es troba en una posició única per unir comunitats diverses i fomentar el diàleg positiu i el canvi. A l'escoltar a les seves audiències i respondre a les seves necessitats, els serveis de la ràdio ens proveeixen dels diversos punts de vista i diferents veus que necessitem per afrontar els canvis a què ens enfrontem en l'actualitat. Aquest 2020, al Dia Mundial de la Ràdio, la UNESCO fa una crida a totes les emissores de ràdio per defensar la diversitat, tant en les seves redaccions com en les ones radiofòniques. | » |
| — Organització de les Nacions Unides | |   |

## Temes del Dia Mundial de la Ràdio
| Año  | Tema                                                  |
| ---- | ----------------------------------------------------- |
| 2020 | Diversitat                                            |
| 2019 | Diàleg, tolerància i pau                              |
| 2018 | Ràdio i esports Arxivat 2019-02-12 a Wayback Machine. |
| 2017 | La ràdio ets tu                                       |
| 2016 | La ràdio en temps de desastre i emergència            |
| 2015 | Joves i ràdio                                         |
| 2014 | Igualtat de gènere a la ràdio                         |
| 2013 | Dia Mundial de la Ràdio 2013                          |
| 2012 | Dia Mundial de la Ràdio 2012                          |